# Urbain Grandier

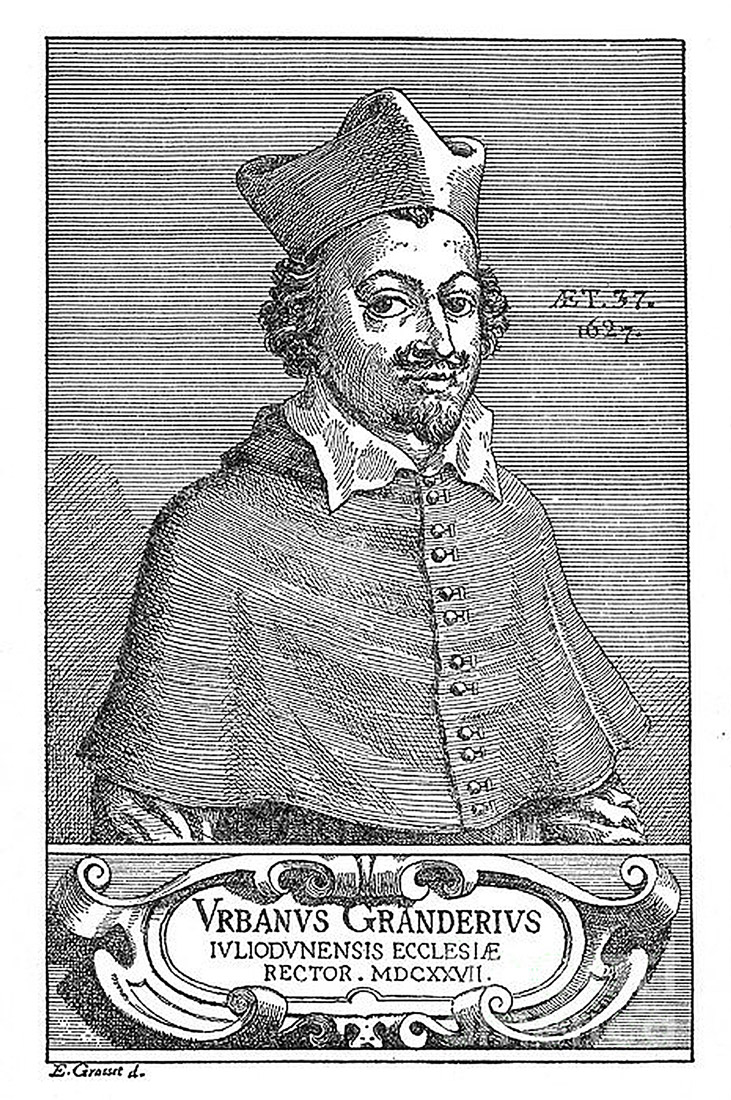
Urbain Grandier

Urbain Grandier (Bouère, ca. 1590 - Loudun, 18 augustus 1634) was een Franse, katholieke priester die wegens hekserij  ter dood werd veroordeeld en terechtgesteld.

## Levensloop
Grandier trad in 1615 als novice toe tot de jezuïeten maar werd uiteindelijk seculiere geestelijke. Op 27 jaar werd hij priester van de parochie Saint-Pierre-du-Marché te Loudun. Hij werd een populaire prediker door zijn welsprekendheid en zijn vrije manier van denken. Hij werd aangesteld tot kanunnik van de collegiale kerk Sainte-Croix in Loudun. 
Grandier knoopte vriendschapsbanden aan met de humanistische denkers in Loudun die samenkwamen in het salon van dichter Scévole de Sainte-Marthe. Maar hij maakte ook vijanden. De karmeliet Jean Mignon beoogde ook de positie van kanunnik en zag zijn ambitie gedwarsboomd door Grandier. De knappe jonge priester maakte ook vijanden door zijn amoureuze relaties met jongedames. Hij verleidde de dochter van Louis Trincant, de procureur van Loudun, aan wij hij Latijnse les gaf. Daarna had hij een relatie met Madeleine de Brou, een wees van goede komaf, die hij naar verluidt zwanger zou hebben gemaakt. Toen Madeleine hem een huwelijk voorstelde, schreef hij een essay over het celibaat waarin hij een priesterlijk huwelijk verdedigde. Verder kwam hij in conflict met Jeanne des Anges, priorin van het ursulinenklooster van Loudun, toen hij weigerde de geestelijke leidsman van het klooster te worden.
In oktober 1633 voerde Jean Mignon exorcisme uit bij enkele ursulinen, die bezeten zouden zijn door kwade geesten en Grandier beschuldigden van hekserij. In december liet Jean Martin de Laubardemont, die door kardinaal Richelieu vanuit Parijs was gestuurd om toe te zien op de afbraak van het kasteel van Loudun, Grandier opsluiten in het kasteel van Angers. Het exorcisme werd publiek voortgezet in de kerken van Loudun. Grandier bleef alle beschuldigingen ontkennen, zelfs onder tortuur.
Op 18 augustus 1634 werd Grandier veroordeeld voor hekserij en hij belandde dezelfde dag op de brandstapel. 6000 mensen woonden de executie bij.

## In fictie
Ken Russell maakte een film over deze affaire, The Devils (1971), gebaseerd op Aldous Huxley's boek The Devils of Loudun.

## Galerij

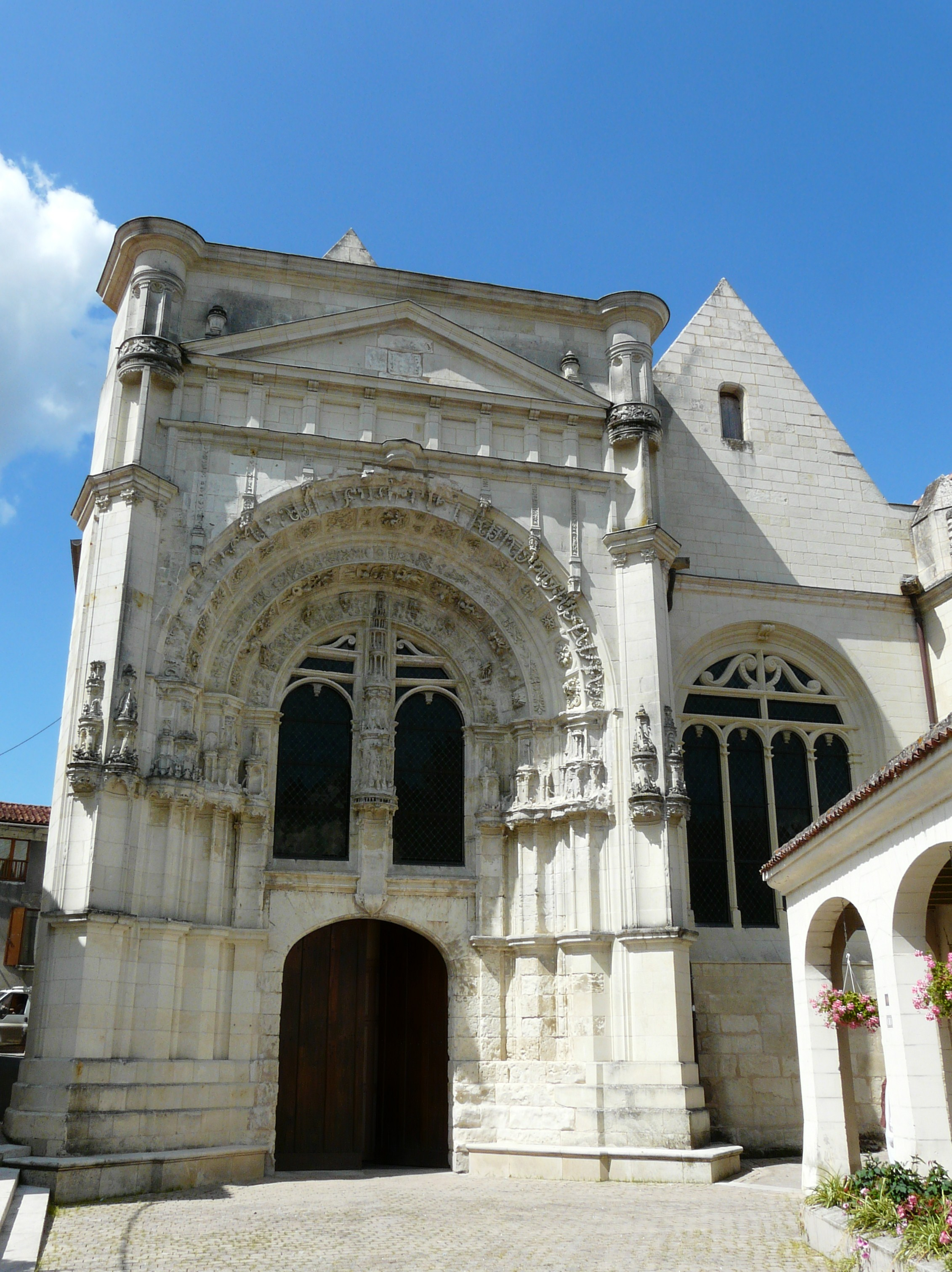
De kerk Saint-Pierre-du-Marché, waar Grandier pastoor was
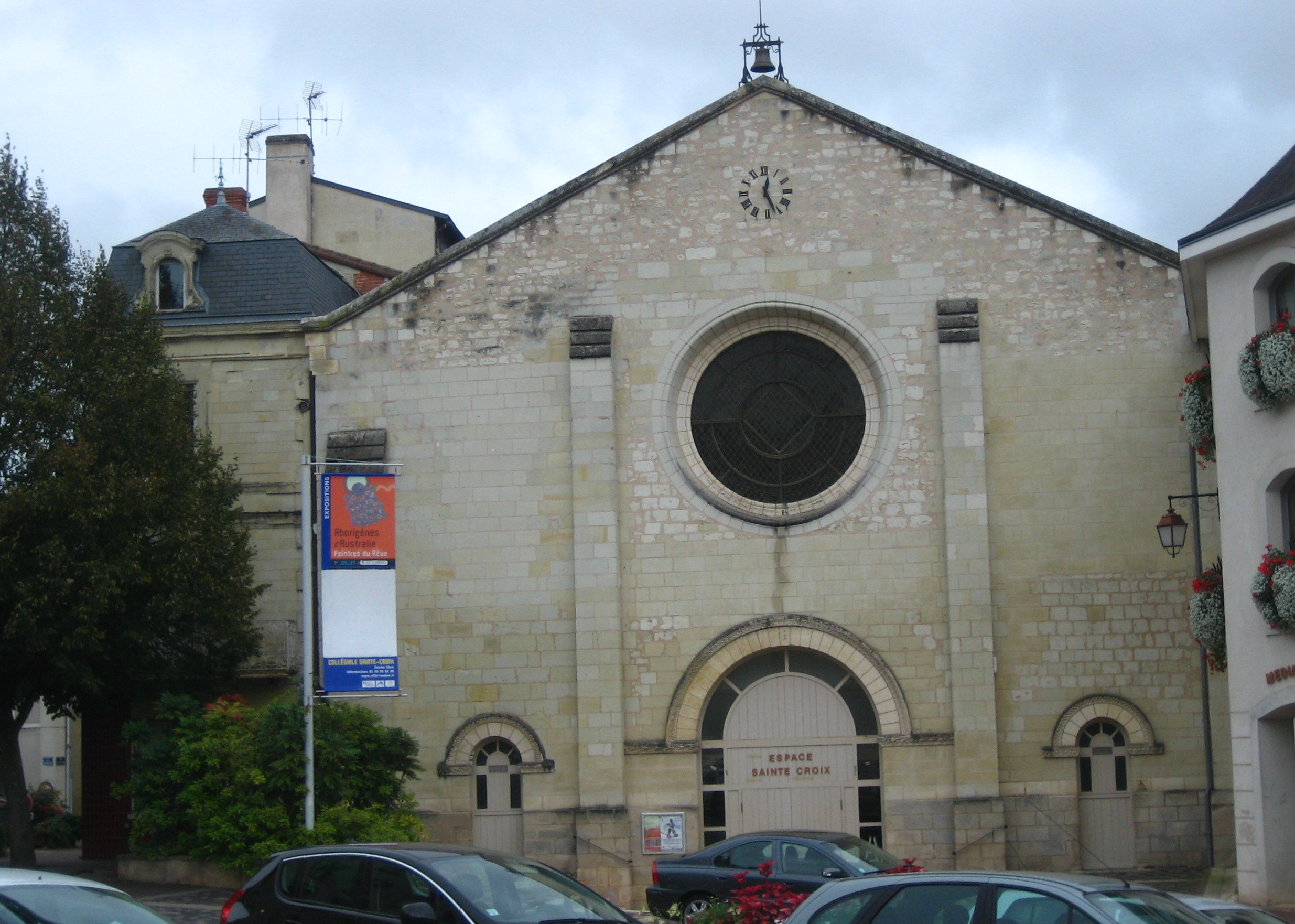
De collegiale kerk Sainte-Croix van Loudun
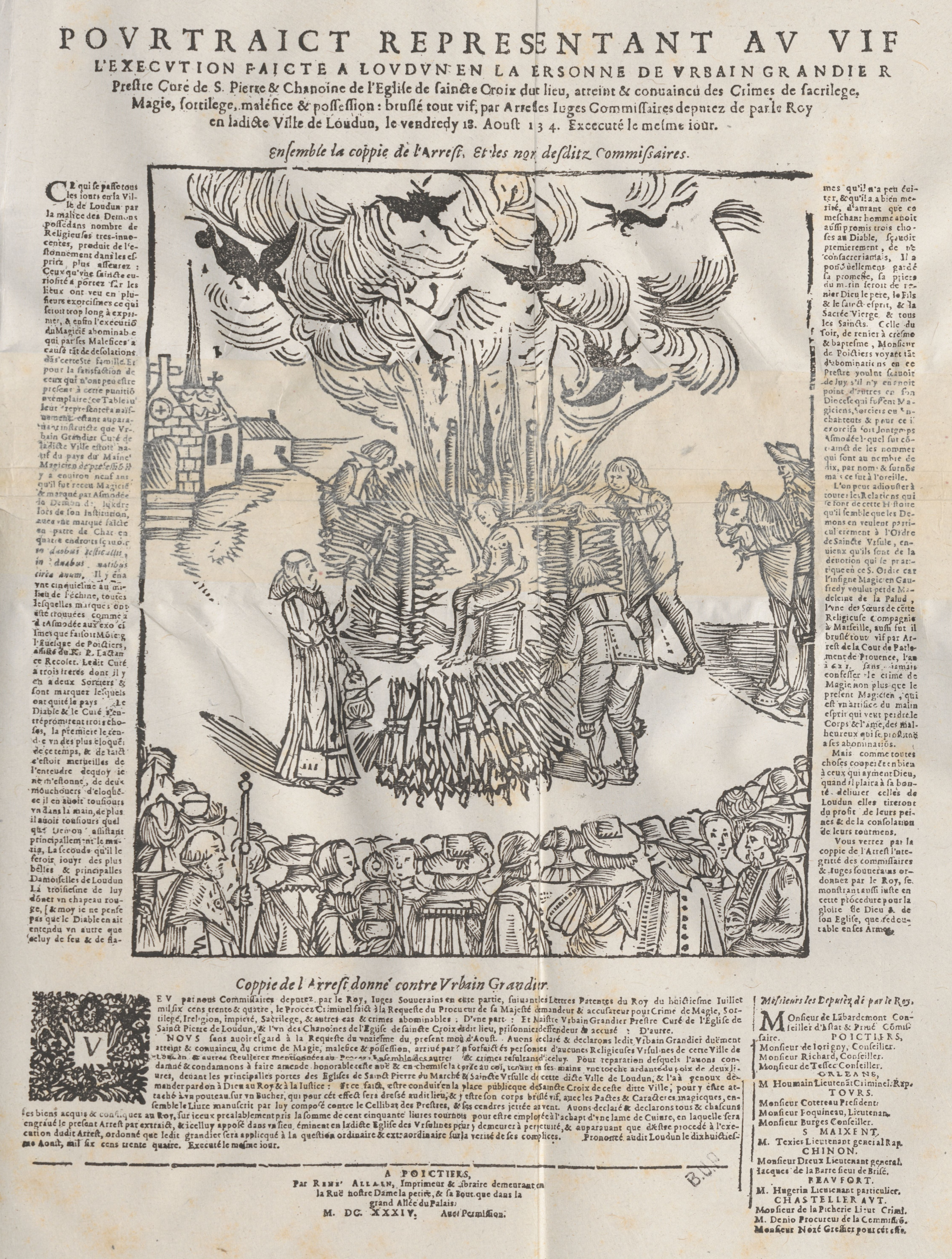
De terechtstelling van Urbain Grandier
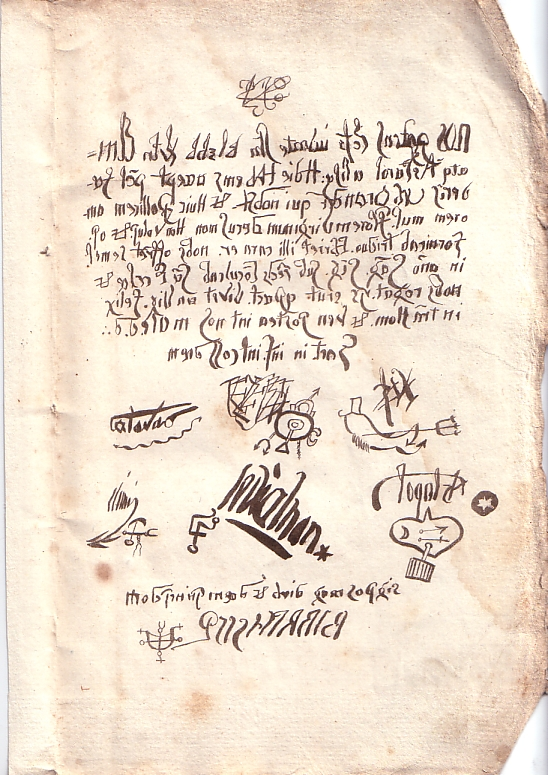
Een pact met de duivel dat zou ondertekend zijn door Grandier en als bewijsstuk diende tijdens zijn proces